# Sega Kyugo
La Sega Kyugo es una videoconsola de arcade lanzada por Sega en 1985. Como su predecesora, solamente se lanzaron 3 juegos: Flashgal, Legend y Repulse.

## Características
- CPU principal: 2 × Z80 @ 4.608 MHz
- Chip de sonido: 2 × AY8910 @ 1.5 MHz
- Resolución: 224 × 288
- Paleta: 256 colores.